# ჵ
Das Hôe (ჵ) war ein Buchstabe des georgischen Alphabets, der heute nicht mehr verwendet wird. Der Buchstabe stellte den Laut [oː] dar.
Im Mchedruli-Alphabet wurde nur noch das ჵ verwendet. Im historischen Chutsuri-Alphabet gab es noch den Großbuchstaben Ⴥ; das kleingeschriebene Pendant dazu war das ⴥ.
Es war dem Zahlenwert 10.000 zugeordnet.

## Zeichenkodierung
Das Hôe ist in Unicode an den Codepunkten U+10F5 (Mchedruli) bzw. U+10C5 (Chutsuri-Großbuchstabe) und U+2D25 (Chutsuri-Kleinbuchstabe) zu finden.